# رود پورویویا
رود پورویویا (انگلیسی: Puoroyoya) یک رودخانه در جمهوری کارلیای کشور روسیه است.